# NGC 1332
NGC 1332 (другие обозначения — ESO 548-18, MCG −4-9-11, UGCA 72, IRAS03240-2130, PGC 12838) — линзовидная галактика (E-S0) в созвездии Эридана. Открыта Уильямом Гершелем в 1784 году.
Этот объект входит в число перечисленных в оригинальной редакции «Нового общего каталога».
В 1982 году в галактике наблюдалась вспышка сверхновой, получившей обозначение SN 1982Е, её пиковая видимая звёздная величина составила 14,0m. 
В центре галактики обнаружена сверхмассивная чёрная дыра массой 1,45·109 масс Солнца.  Дисперсия скоростей ядра галактики 320 км/с. Такое значение массы чёрной дыры не характерно для наблюдаемой дисперсии.
Галактика NGC 1332 входит в состав группы галактик NGC 1395. В группу входят несколько десятков галактик, в том числе NGC 1315, NGC 1325, NGC 1331, NGC 1332, NGC 1347, NGC 1353, NGC 1371, NGC 1367, NGC 1377, NGC 1385, NGC 1395, NGC 1401, NGC 1414, NGC 1415, NGC 1422, NGC 1426, NGC 1438, NGC 1439, IC 1952, IC 1953, IC 1962.
NGC 1332 представляет собой прототипичную яркую линзообразную галактику, которая видна почти с краю. На любительских астрофотографиях можно рассмотреть очень яркое, округлое ядро и яркие продолжения с почти прямоугольной внешней оболочкой. Это самая яркая галактика в разбросанной подгруппе, которая включает также NGC 1315, NGC 1319, NGC 1325, NGC 1325A и NGC 1331. 
На расстоянии 3,0′ к восток-юго-востоку от NGC 1332 находится галактика-спутник NGC 1331. Менее яркая пекулярная спиральная галактика ESO548-16 находится на расстоянии 3,5′ к западу. Радиальная скорость: 1442 км/с. Расстояние: 65 млн световых лет. Диаметр: 88 тыс. световых лет.